# هوهانس هوهانیسیان (معمار)
هوهانس گابریلی هوهانیسیان (ارمنی: Հովհաննես Գաբրիելի Հովհաննիսյան؛ زاده ۲ ژانویهٔ ۱۹۲۸ - درگذشته ۲۰ مهٔ ۱۹۹۵) مجسمه‌ساز اهل ارمنستان بود

## زندگی‌نامه
وی در در ایروان در به دنیا آمد و از کالج دولتی هنرهای زیبای پانوس ترلمزیان (۱۹۴۶) و Երևանի պետական գեղարվեստաթատերական ինստիտուտ (۱۹۵۲) فارغ‌التحصیل گشت. وی همچنین برنده جوایزی چهره هنری شایسته ارمنستان شوروی همچون شد. وی در در سن سالگی در ایروان درگذشت.